# Landtagswahl in Oberösterreich 2027
- SPÖ: 13
- GRÜNE: 7
- NEOS: 4
- ÖVP: 13
- FPÖ: 19

Die Landtagswahl in Oberösterreich 2027 findet spätestens im Herbst 2027 statt.

## Ausgangslage
- SPÖ: 11
- GRÜNE: 7
- NEOS: 2
- MFG: 3
- ÖVP: 22
- FPÖ: 11

- Regierung: 33
- Opposition: 23

Die Landtagswahl in Oberösterreich 2021 fand am 26. September 2021 gleichzeitig mit den Gemeinderats- und Bürgermeisterwahlen in 442 Gemeinden statt. Die Oberösterreichische Volkspartei unter Landeshauptmann Thomas Stelzer blieb mit 22 von 56 Mandaten die stärkste Partei, FPÖ und SPÖ Oberösterreich erhielten jeweils 11 Mandate, die Grünen 7, MFG 3 sowie die Neos 2 Mandate.
Die Wahl war vor allem durch deutliche Verluste der FPÖ, die jedoch nach dem Hoch im Jahre 2015 erwartet wurden, und dem Landtagseinzug der neuen Partei MFG, einer Partei der Corona-Impfgegner, geprägt.
Im Anschluss an die Wahl wurde eine schwarz-blaue Koalition aus ÖVP und FPÖ gebildet.